# Achova ptušak Bac'kaŭščyny
Achova ptušak Bac'kaŭščyny (in bielorusso Ахова птушак Бацькаўшчыны?), meglio nota attraverso l'acronimo APB o come BirdLife Belarus, è stata un'organizzazione non governativa bielorussa attiva nella conservazione della biodiversità con particolare attenzione all'avifauna.

## Storia
L'organizzazione trae le sue origini dalla filiale bielorussa della Società ornitologica dell'Unione Sovietica istituita il 29 marzo 1985.
Dopo la dissoluzione dell'Unione Sovietica e la conseguente indipendenza della Bielorussia fu fondata il 21 gennaio 1992 la Belaruskaha arnitalahičnaha tavarystva (in bielorusso Беларускага арніталагічнага таварыства? o BAT) e in un primo congresso partecipato da 40 delegati si è deciso di intitolare la società al ricercatore Anatolja Fjadzjuš'ina. Il successivo 14 settembre l'organizzazione è stata registrata presso il Ministero della giustizia come organizzazione pubblica per lo svolgimento di attività ornitologiche. Un anno dopo fu istituita a Hrodna la Zachodne-Belaruskae tavarystva achovy ptušak (in ucraino Заходне-Беларускае таварыства аховы птушак? o ZBTAP).
Il 10 aprile 1998 i membri di BAT e ZBTAP hanno deciso di fondere le due associazioni in un'unica organizzazione denominata Achova ptušak Belarusi (in bielorusso Ахова птушак Беларусі?), denominazione poi modificata nel 2006 in Achova ptušak Bac'kaŭščyny (in bielorusso Ахова птушак Бацькаўшчыны?). Nel 1999 è entrata nella Coalition Clean Baltic, poi nel 2005 in BirdLife International e nel 2021 in Wetlands International.
Nel 2022 il Ministero della giustizia bielorusso ha presentato istanza presso la Corte suprema del paese per chiedere lo scioglimento dell'associazione accusata di "esprimere l'idea di supportare attività di protesta" e di "pubblicare foto con tendenze distruttive e richiamando ad azioni che violano l'ordine pubblico". L'organizzazione ha ricevuto la solidarietà del partner internazionale BirdLife International. Il 18 marzo la Corte ha approvato lo scioglimento dell'organizzazione accogliendo l'istanza del Ministero.